# شيلدون كورلاند
شيلدون كورلاند (بالإنجليزية: Sheldon Kurland)‏ هو عازف كمان أمريكي، ولد في 9 يونيو 1928 في بروكلين في الولايات المتحدة، وتوفي في 6 يناير 2010.

## وصلات خارجية
- شيلدون كورلاند على موقع ميوزك برينز (الإنجليزية)
- شيلدون كورلاند على موقع أول ميوزيك (الإنجليزية)
- شيلدون كورلاند على موقع ديسكوغز (الإنجليزية)